# مقاطعة أوتسيغو (نيويورك)
مقاطعة أوتسيغو (بالإنجليزية: Otsego County)‏ هي إحدى المقاطعات في ولاية نيويورك في الولايات المتحدة الأمريكية.

## أعلام
- سيمون هنري كيج